# Кубок Вінницької області з футболу
Кубок Вінницької області з футболу — обласні футбольні змагання серед аматорських команд. Проводиться під егідою Федерації футболу Вінницької області.

## Усі переможці
| Сезон     | Володар                                             | Фіналіст                                            | Рахунок        |
| --------- | --------------------------------------------------- | --------------------------------------------------- | -------------- |
| 1939      | «Динамо» (м. Вінниця)                               | «Темп» (м. Вінниця)                                 | 2:1            |
| 1940      | «Локомотив» (м. Козятин)                            | «Знання» (м. Вінниця)                               | 2:1 (д.ч.)     |
| 1946      | «Спартак» (м. Вінниця)                              | «Тульчин» (м. Тульчин)                              | 3:2            |
| 1947      | «Динамо» (м. Вінниця)                               |                                                     |                |
| 1948      | «Локомотив» (м. Вінниця)                            |                                                     |                |
| 1949      | «Динамо» (м. Вінниця)                               |                                                     |                |
| 1950      |                                                     |                                                     |                |
| 1951      | ГБО (м. Вінниця)                                    | «Динамо» (м. Могилів-Подільський)                   | 3:0            |
| 1952      | ГБО (м. Вінниця)                                    | «Могилів-Подільський» (м. Могилів-Подільський)      | 3:2            |
| 1953      | «Труд» (м. Вінниця)                                 |                                                     |                |
| 1954      | ГБО (м. Вінниця)                                    | «Труд» (м. Вінниця)                                 | 2:1            |
| 1955      | ГБО (м. Вінниця)                                    | «Буревісник» (м. Вінниця)                           |                |
| 1956      | ГБО (м. Вінниця)                                    | «Хмільник» (м. Хмільник)                            | 7:3 (д.ч.)     |
| 1957      | «Буревісник» (м. Вінниця)                           | «Вапнярка» (смт. Вапнярка)                          |                |
| 1958      | «Машинобудівний завод» (м. Бар)                     | «Таксопарк» (м. Вінниця)                            | 3:2            |
| 1959      | В/ч № 33138 (м. Козятин)                            | Автобусно-таксомоторний парк (м. Тульчин)           | 2:2, 5:0       |
| 1960      | Гайсин                                              | 45 завод (м. Вінниця)                               | 2:0            |
| 1961      | «Спартак» (м. Тульчин)                              | Інструментальний завод (м. Вінниця)                 | 3:2            |
| 1962      | «Педінститут» (м. Вінниця)                          | «Спартак» (Райпромкомбінат) (м. Хмільник)           | 3:1            |
| 1963      | «Схід» (м. Могилів-Подільський)                     | «Педінститут» (м. Вінниця)                          | 3:2            |
| 1964      | «Схід» (м. Могилів-Подільський)                     | «Педінститут» (м. Вінниця)                          | 3:2            |
| 1965      | «Схід» (м. Могилів-Подільський)                     | «Спартак» (м. Тульчин)                              | 3:1            |
| 1966      | «Спартак» (м. Тульчин)                              | «Педінститут» (м. Вінниця)                          | 4:3            |
| 1967      | «Педінститут» («Буревісник», м. Вінниця)            | «Локомотив» (м. Жмеринка)                           | 6:0            |
| 1968      | «Хімік» (м. Вінниця)                                | «Автомобіліст» (АТП № 01012) (м. Тульчин)           | 2:1 (д.ч.)     |
| 1969      | «Зірка» (м. Могилів-Подільський)                    | «Автомобіліст» (м. Тульчин)                         | 3:2            |
| 1970      | «Харчовик-М'ясокомбінат» (м. Вінниця)               | «Автомобіліст» (АТП № 01012) (м. Тульчин)           | 2:1            |
| 1971      | «Хімік» (м. Вінниця)                                | «Кіровець» (м. Іллінці)                             | 1:0            |
| 1972      | «Авангард» (м. Могилів-Подільський)                 | Політехнічний інститут (м. Вінниця)                 | 3:2 (д.ч.)     |
| 1973      | «Автомобіліст» (м. Тульчин)                         | «Будівельник» (в/ч 11850) (м. Вінниця)              | 3:1            |
| 1974      | «Авангард» (м. Могилів-Подільський)                 | «Авангард» (смт Калинівка)                          | 4:2            |
| 1975      | «Авангард» (смт Калинівка)                          | «Локомотив» (м. Жмеринка)                           | 1:0            |
| 1976      | «Авангард» (м. Вінниця)                             | «Спартак» (м. Хмільник)                             | 1:0            |
| 1977      | «Локомотив» (м. Козятин)                            | «Локомотив» (м. Жмеринка)                           | 2:0            |
| 1978      | «Інтеграл» (м. Вінниця)                             | «Авангард» (смт Калинівка)                          | 2:0            |
| 1979      | «Авангард» (м. Могилів-Подільський)                 | «Кооператор» (смт. Літин)                           | 1:0            |
| 1980      | «Колос» (м. Тульчин)                                | «Авангард» (м. Сутиски)                             | 1:0            |
| 1981      | «Авангард» (м. Ладижин)                             | «Авангард» (м. Сутиски)                             | 2:0            |
| 1982      | «Темп» (м. Вінниця)                                 | «Авангард» (м. Ладижин)                             | 3:0            |
| 1983      | «Сокіл» (м. Гайсин)                                 | «Граніт» (м. Шаргород)                              | 4:0            |
| 1984      | «Темп» (м. Вінниця)                                 | «Граніт» (м. Шаргород)                              | 1:0            |
| 1985      | «Сокіл» (м. Гайсин)                                 | «Граніт» (м. Шаргород)                              | 3:0            |
| 1986      | «Граніт» (м. Шаргород)                              | «Темп» (м. Вінниця)                                 | 2:1            |
| 1987      | «Граніт» (м. Шаргород)                              | «Сокіл» (м. Гайсин)                                 | 3:0            |
| 1988      | «Граніт» (м. Шаргород)                              | «Сокіл» (м. Гайсин)                                 | 2:0            |
| 1989      | «Граніт» (м. Шаргород)                              | «Кооператор» (смт. Літин)                           | 3:1 (д.ч.)     |
| 1990      | «Інтеграл» (м. Вінниця)                             | «Колос» (с. Мазурівка)                              | 3:2            |
| 1991      | не проводився                                       |                                                     |                |
| 1992      | «Поділля» (смт Кирнасівка)                          | «Інтеграл» (м. Вінниця)                             | 2:0            |
| 1992/93   | «Інтеграл» (м. Вінниця)                             |                                                     |                |
| 1993/94   | «Поділля» (смт Кирнасівка)                          |                                                     |                |
| 1994/95   | «Хімік» (м. Вінниця)                                | «Поділля» (смт Кирнасівка)                          | 3:1            |
| 1995/96   | «Колос» (с. Комсомольське)                          |                                                     |                |
| 1996/97   | «Фортуна» (м. Шаргород)                             | «Горизонт» (м. Козятин)                             | 2:0            |
| 1997/98   | «Поділля» (смт Кирнасівка)                          |                                                     |                |
| 1998/99   | «Поділля» (смт Кирнасівка)                          |                                                     |                |
| 1999/2000 | «Поділля» (смт Кирнасівка)                          |                                                     |                |
| 2000/01   | «Поділля» (смт Кирнасівка)                          |                                                     |                |
| 2001/02   | «Поділля» (смт Кирнасівка)                          |                                                     |                |
| 2002/03   | ФК «Вінниця-2» (м. Вінниця)                         |                                                     |                |
| 2003/04   | «Поділля-МЛ» (м. Тульчин)                           |                                                     |                |
| 2004/05   | «Поділля-Ліс» (смт Кирнасівка)                      | «Локомотив» (м. Жмеринка)                           | 4:1            |
| 2005/06   | «Горизонт» (м. Козятин)                             |                                                     |                |
| 2006/07   | «Авангард» (смт Сутиски)                            | «Ларіс» (м. Калинівка)                              | 3:1            |
| 2007/08   | «Авангард» (смт Сутиски)                            | «O.L.KAR.» (м. Шаргород)                            | 2:2 (пен. 4:3) |
| 2008/09   | ФК «Тульчин» (м. Тульчин)                           | «Могилів-Подільський-Люкс» (м. Могилів-Подільський) | 3:2            |
| 2009/10   | «Могилів-Подільський-Люкс» (м. Могилів-Подільський) | «Тирас» (м. Ямпіль)                                 | 1:0            |
| 2010/11   | «Тирас» (м. Ямпіль)                                 | «Сокіл» (м. Гайсин)                                 | 1:1 (пен. 4:3) |
| 2011/12   | «Сокіл» (м. Гайсин)                                 | «Держслужбовець-КФКС» (м. Вінниця)                  | 1:0            |
| 2012/13   | ФК «Вінниця» (м. Вінниця)                           | «Шляховик» (м. Погребище)                           | 3:2            |
| 2013/14   | «Шляховик» (м. Погребище)                           | «Патріот» (с. Кукавка)                              | 2:0            |
| 2014/15   | «15 Громада» (с. Руданське)                         | «Поділля» (смт Кирнасівка)                          | 2:1 (д.ч.)     |
| 2015/16   | ФК «Вінниця» (м. Вінниця)                           | «Патріот» (с. Кукавка)                              | 3:1            |
| 2016/17   | «Факел» (м. Липовець)                               | «Світанок-Агросвіт» (с. Шляхова)                    | 3:0            |
| 2017/18   | «Агро-Астра» (с. Рачки)                             | «Факел» (м. Липовець)                               | 2:2 (пен. 4:2) |
| 2018/19   | «Світанок-Агросвіт» (с. Шляхова)                    | «Агро-Астра» (с. Рачки)                             | 3:0            |
| 2019/20   | ФК «Орлівка» (с. Орлівка)                           | «Факел» (м. Липовець)                               | 2:1            |
| 2020/21   | «Моноліт» (м. Козятин)                              | «Факел» (м. Липовець)                               | 1:1 (пен. 4:2) |
| 2021/22   | «ЯСКО» (м. Шаргород)                                | «Факел» (м. Липовець)                               | 2:2 (пен. 4:1) |
| 2022/23   | ФК «Орлівка» (с. Орлівка)                           | «ЯСКО» (м. Вінниця)                                 | 2:1            |
| 2023/24   |                                                     |                                                     |                |
| 2024/25   | «Факел» (м. Липовець)                               | «Універ-Динамо» (м. Харків)                         | 2:0            |
| 2025/26   |                                                     |                                                     |                |